# Iraqi Football Association
Iraqi Football Association (arabisch الاتحاد العراقي لكرة القدم, DMG al-ittiḥād al-ʿirāqī li-kurat al-qadam, IFA) ist der Fußballverband des Irak. Die IFA organisiert alle Nationalmannschaften des Landes sowie die Irakische Fußballmeisterschaft.

## Geschichte
Der Irakische Fußballverband wurde am 8. Oktober 1948 durch den Zusammenschluss von 14 Mannschaften gegründet. Erster Präsident wurde Obaid Abdallah. Am 23. Juni 1950 wurde der Verband Mitglied der FIFA, 1971 erfolgte der Beitritt zum asiatischen Fußballverband (AFC). Seit 1974 ist der Verband Mitglied der Arab Football Union (UAFA) und seit 2000 der West Asian Football Federation (WAFF).
Im Jahr 1985 wurde Udai Hussein, Saddam Husseins ältester Sohn, Präsident des irakischen Fußballverbandes. Nach dem Sturz Saddams 2003 wurde bekannt, dass Fußballspieler nach Niederlagen gefoltert wurden. Nach dem Ende der Diktatur wurde der ehemalige Nationalspieler Hussain Said 2004 zum Präsidenten des Verbandes gewählt.
Im November 2009 wurde der Verband seitens des nationalen Olympischen Komitees aufgelöst und der Hauptsitz in Bagdad von Regierungskräften besetzt. Daraufhin schloss die FIFA den Irak am 20. November aus. Die Suspendierung wurde erst am 19. März 2010 wieder aufgehoben. Zuvor war die Auflösung des Verbandes rückgängig gemacht worden.
Im Juli 2010 kam es erneut zu einer Krise rund um den Fußballverband des Landes. Für die Wahlen zum Präsidium waren lediglich 25 der 71 Abgeordneten in Arbil erschienen, während die anderen in Bagdad tagten. Die FIFA drohte dem Land erneut mit einem Ausschluss, verlängerte jedoch später die Amtsperiode des aktuellen Verbandes um ein weiteres Jahr.
Am 13. Juli 2011 trat der bisherige Präsident Hussain Said von seinem Amt zurück. Bei den Präsidiumswahlen am 18. Juli wurde Nadschih Hamoud zum neuen Präsidenten gewählt. 2014 übernahm Abd al-Chaliq Masʿud seinen Posten.